# Pfarrkirche Sankt Jakob im Walde

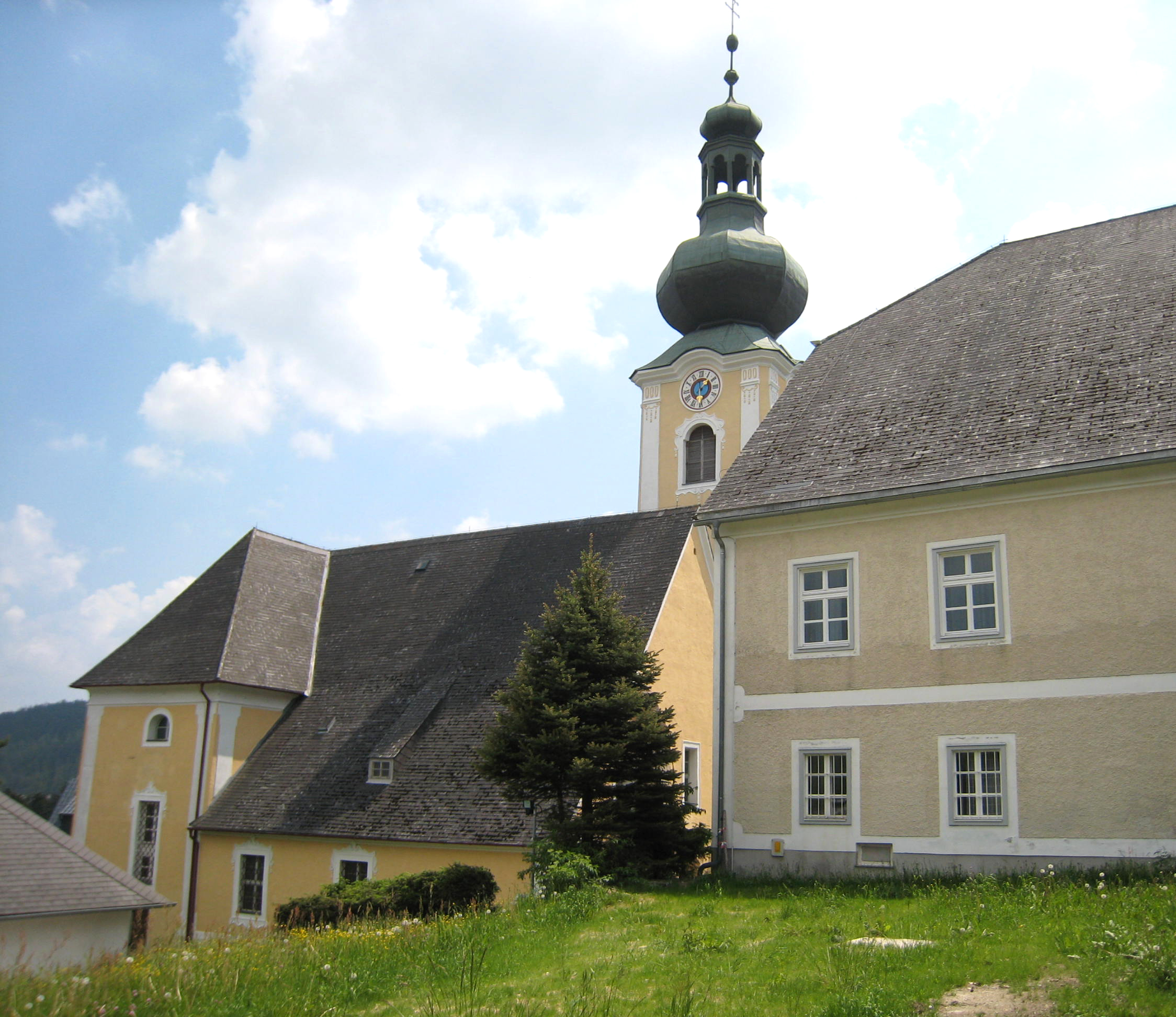
Katholische Pfarrkirche hl. Jakobus der Ältere in Sankt Jakob im Walde

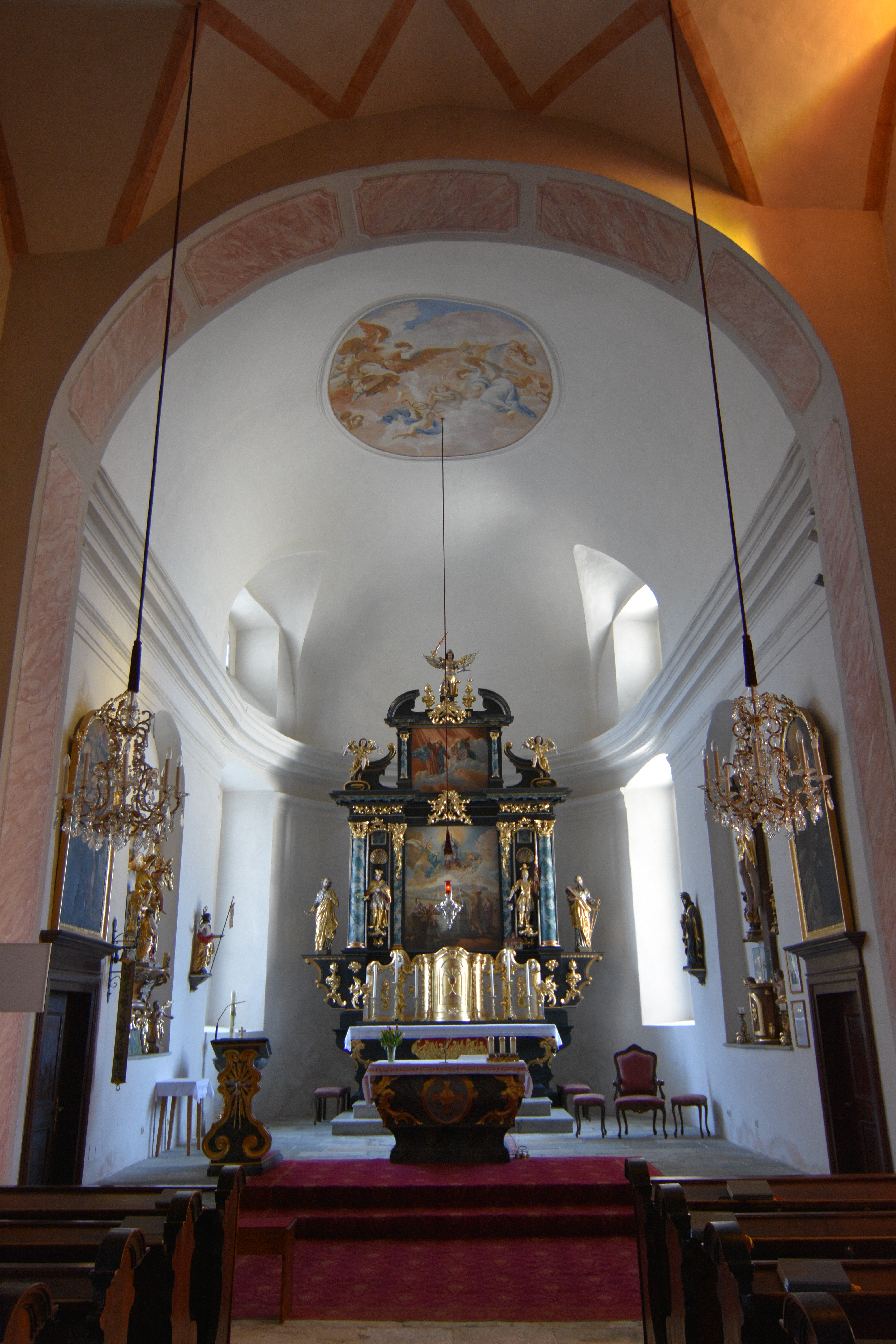
Im Mittelschiff zum Chor

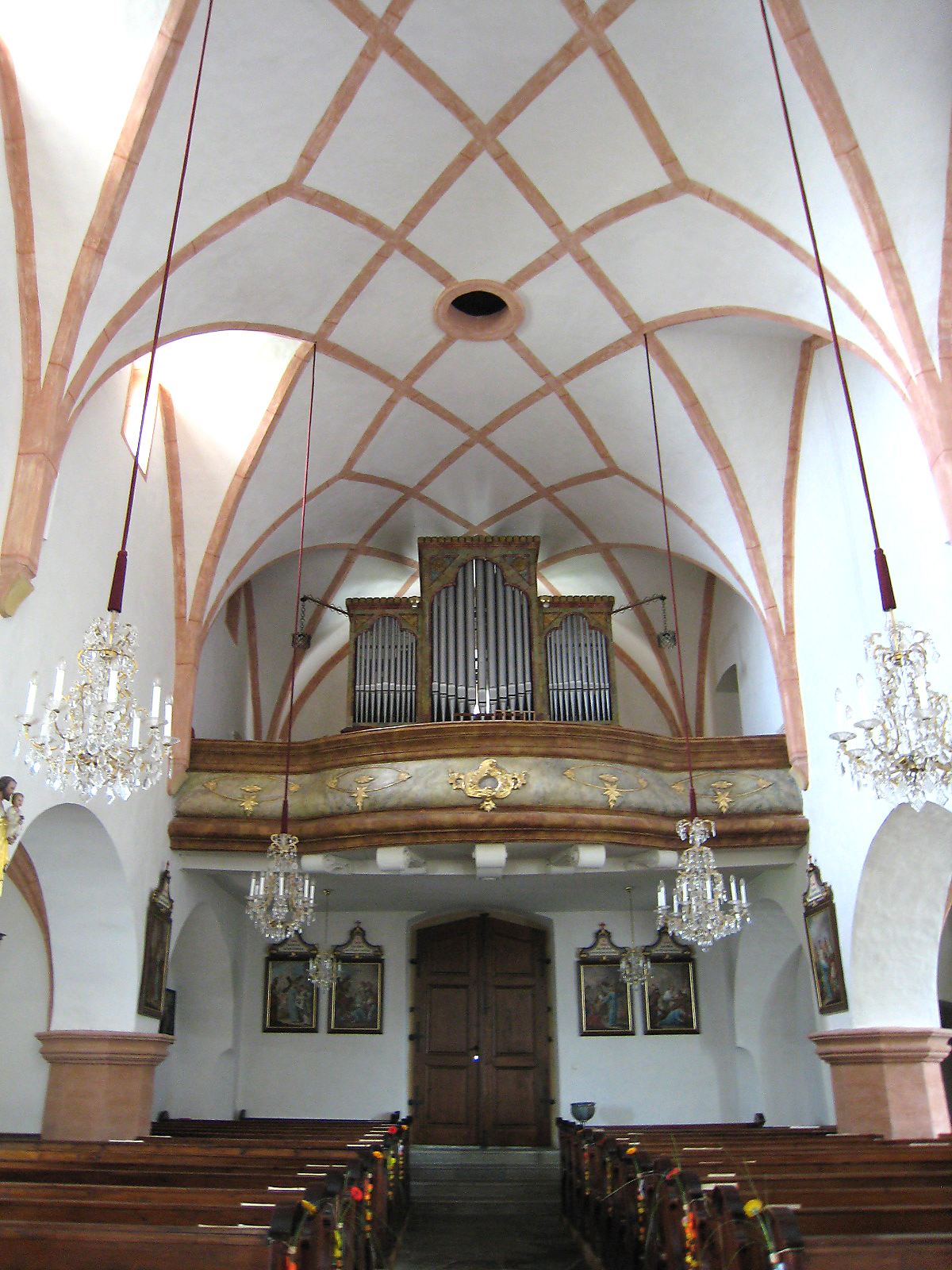
Im Mittelschiff zur Orgelempore

Die Pfarrkirche Sankt Jakob im Walde steht in der Gemeinde Sankt Jakob im Walde im Bezirk Hartberg-Fürstenfeld in der Steiermark. Die dem heiligen Jakobus der Ältere geweihte Pfarrkirche – dem Stift Vorau inkorporiert – gehört zum Dekanat Vorau der Diözese Graz-Seckau. Die Kirche und der Friedhof stehen unter Denkmalschutz (Listeneintrag).

## Geschichte
Urkundlich wurde 1204 eine Kapelle der Stift Vorau einverleibt genannt.
Die dreischiffige romanische Pfeilerbasilika wurde in der Spätgotik und im Barock umgebaut und erweitert. 1886 war ein Brand, welcher das Dach und den Turm beschädigte. 1910 erfolgte eine Gesamtrestaurierung. Im Kriegsgeschehen im April 1945 wurde der Turmhelm und Teile des Gewölbes zerstört, die Einrichtung ist zur Gänze verbrannt. Der Wiederaufbau der Kirche erfolgte 1947/1948.

## Architektur
Das dreischiffige dreijoche Langhaus, das Mittelschiff doppelt so hoch und so breit wie die Seitenschiffe, ist mit einer Stichkappentonne überwölbt. Südseitig sind kleine romanische Oberfenster erhalten. Die Verbindung Mittelschiff zu den Seitenschiffen bilden gedrückte Arkaden auf gedrungenen Achteckpfeilern. Die niedrigen Seitenschiffe haben Kreuzrippengewölbe mit Birnstabprofil aus der zweiten Hälfte des 15. Jahrhunderts. Der einjochige Chor mit einem Halbkreisschluss hat ein Tonnengewölbe auf einem Kranzgesims. Beidseits des Chores bestehen zweigeschoßig Anbauten als Sakristei bzw. Seitenkapelle aus dem dritten Viertel des 17. Jahrhunderts mit der Jahresangabe 1663. Über dem ersten Joch des südlichen Seitenschiffes steht ein quadratischer Turm aus 1768 mit einer Zwiebelhaube. In der erhaltenen romanischen Westwand des Langhauses befindet sich ein spätgotisches Spitzbogenportal mit Gewände zwischen zwei Strebepfeilern, zeitgleich besteht ein spätgotisches kleineres Südportal. Die Musikempore ist spätbarock.
Im Chor ist ein ovales Deckenfresko aus der ersten Hälfte des 18. Jahrhunderts, welches später erneuert wurde.
Der Pfarrhof aus 1732 als mächtiger Bau ist mit einem hölzernen Verbindungsgang mit der Pfarrkirche baulich verbunden.

## Ausstattung
Die Einrichtung der Kirche ist uneinheitlich und wurde teils aus der profanierten Jesuitenkirche in Judenburg hier übertragen.
Der Hochaltar aus der Mitte des 17. Jahrhunderts hat spätbarocke Ergänzungen und zeigt ein neues Hochaltarbild Mariä Himmelfahrt. Es gibt zwei fragmentiert Choraltäre aus dem 18. Jahrhundert. Die Altäre in den Seitenschiffen zeigen die Bilder Vision des hl. Ignatius von Loyola als verkleinerte Kopie nach dem Bild von Giovanni Pietro de Pomis im Grazer Dom und Vision des hl. Aloysius um 1650.
Die klassizistische Kanzel entstand um 1800.